# 그리스도
그리스도(고대 그리스어: Χριστός 크리스토스[*])는 히브리어 구약성경의 '메시아'가 헬라어 신약성경의 '크리스토스'와 영어 '크라이스트'를 거쳐 한글로 번역된 단어다. 그리스도는 "기름부음을 받은 자"라는 뜻이다. 그 외 크리스트, 크라이스트, 기리사독(基利斯督) 모두 그리스도의 동의어다. 그리스도는 구약성경에서 '기름부음을 받은 자'라는 뜻을 가진 히브리어의 메시아(히브리어: מׇשִׁיחַ 마쉬하)를 70인역에서 그리스어로 번역하는 과정에서 처음 사용하였다. 기름부음은 아벨의 제사에 기름을 사용한 데 기인한다. 그리스도는 기독교 신약성경에서 예수를 대표하는 제목으로 사용한다.
일반적으로 그리스도는 나사렛 예수와 동의어로 사용된다. 그러나 그리스도의 실제적 의미는 고대 그리스어: Χρίω 크리오[*]→기름 붓는다에서 온 단어로, '기름 부음을 받은 자'라는 뜻이다. 일반적으로 알려지지 않은 것은 그리스도는 기름 부음을 주는 자라는 뜻을 함께 가지고 있다. 기독교는 예수 그리스도를 하나님으로 여긴다. 예수가 타나크(그리스도교인들은 '구약'이라고 함)에서 예언된 그리스도, 또는 메시아라는 것을 믿는 종교인 기독교의 '기독'은 그리스도를 한자로 음역한 것을 줄인 것으로, 그리스도교인을 뜻하는 말인 크리스천은 같은 뜻의 영어: Christian을 한글로 표기한 것이다. 대부분의 유대인들은 예수를 메시아로 인정하지 않고 언젠가 올 메시아를 기다리고 있다. 그리스도교인들은 대체로 예수 그리스도가 언젠가 재림하여 남은 메시아 예언을 실현한다고 믿는다.

## 개신교에서의 그리스도

### 삼위일체 구별
- 성부- 하느님 : 하느님의 호칭이며 이름인 동시에 이름이 아니다. 무슨 말이냐 하면, 모세 당시 세계가 다신교임을 감안했을 때 다른 신과 이 신을 구분하기 위한 용도로써는 이름이 아니지만, 인간들과 '나와 너'라는 관계를 만들기 위한 용도로써는 이름이다. 탈출기(Exodus) 3장 14절에 의하면 하느님은 모세의 이름을 알려달라는 물음에 긍정인 동시에 부정으로 '나는 나다(라틴어-EGO SUM QUI SUM. 영어-I AM THAT I AM. 히브리어-YHWH)'라고 알려주었다. 타락하여 영원한 죽음으로 떨어질 운명인 인류를 구원하는 창조주의 계획을 이루기 위하여 이스라엘 민족을 선택(정확히는 이스라엘 민족의 시조인 아브라함을 선택)하였기에 구약에서 유대인들의 민족신인 '것처럼' 보이나(보이는 것 뿐이지, 실상 구약 내에서도 이미 온세상의 유일신이라는 점이 보인다), 예수가 부활하여 그 인류 구원 계획이 세상에 알려지면서 모든 인류의 유일한 신이라는 것이 알려진다.
- 성자- 예수 그리스도 : 성부에게 낳음을 받은 성부와 동일 본질인 하느님이다. 모든 인간의 죄값을 대신 치르기 위하여 동정 마리아의 몸을 통해 성령으로 잉태되어 죄가 없다는 것 말고는 완벽히 똑같은 인간으로 태어났다. 핍박을 당하며 십자가에서 죽었으나 죽은 지 3일만에 부활했고, 다시 승천하여 하나님의 오른편에 앉아 있으며 심판을 위해 이 세상에 다시 온다고 하는 인류의 구세주이다. 반드시 다시 오되 그 시기는 성부만 안다고 한다.
- 성령- 성령 : 성부와 성자에게서 혹은 성부에게서 발함을 받는 성부와 성자와 동일본질인 하느님이다. 예수 그리스도 승천 후 그를 믿는 사람들에게 들어오기 시작했으며, 지금 이 시대에 역사하여 믿는 자들을 돕고 가르치는 존재이다.

성부, 성자, 성령 이 세 존재는 위격으로는 개별적으로 구별되지 않으므로 동일본질인 한 분의 하나님이다.

### 예수 그리스도
마태복음 1장 20-21절(NIV)에 따르면, 주님의 천사가 마리아의 약혼자 요셉에게 꿈으로 나타났는데, 성령으로 말미암아 그녀가 한 아들을 출산할 것이라고 말하였다.
천사는 요셉에게 "그의 이름을 예수라 하라. 그가 자기 백성을 그들의 죄에서 구원할 것이니라."라고 지시하였다.

### 그리스도
그리스도인들은 사도 베드로의 신앙고백처럼 예수께서 살아계신 하느님(성공회는 공동번역성서를 쓰므로 하느님이라고 함)의 아들로 그리스도이심을 믿으며 예수를 주(主), 구세주로 경배하며, 하느님의 도우심으로 그분을 믿고 따르는 삶을 살아내고자 한다.(성공회 공동체에서 주교와 사제와 교우들이 견진성사를 집전할 때에 공동체가 하는 신앙고백 일부이다. 《성공회기도서》의 견진예식 참조.) 기독교인들은 예수가 히브리 성서에 예언하는 "기름 부음 받은 이" 곧 왕이신 그리스도라고 믿는다. 사도 베드로는 "주님은 그리스도, 곧 살아 계신 하느님의 아들이십니다."라고 언급함에 따라 (마태오의 복음서 16장 16절) 예수를 그리스도, 곧 하느님의 아들로 증언하였다. 영국 성공회 주교이자 신학자인 톰 라이트 주교는 《예수》(The Original Jesus)에서 베드로가 신앙고백한 카이사리아가 헤로데를 유대의 왕으로 세워서 유대를 간접지배한 로마 제국에 저항한 이들의 은신처였다고 주장함으로써, 베드로의 신앙고백을 정치적 해방을 위해 투쟁하던 이들을 위한 복음이었음을 암시한다.

### 하느님
하나님 혹는 하느님을 기독교에서는 태초에 온 우주만물을 창조하고 다스리는 유일한 신으로 믿는다. 스스로 계신 분이며 모든 주권이 그 분께 있음이 자연과 성경을 통해서 알 수 있다. 1977년 개신교와 천주교가 함께 번역한 현대어 공동번역성서에는 하느님이란 표현이 쓰였다.

## 천주교에서의 쓰임
천주교 전례와 전례주년에서 그리스도 호칭의 용법은 미사 통상문에 따르면 다음과 같다.
1. 미사의 본기도는 교회의 오랜 전통에 따라 주로 하느님 아버지께 그리스도를 통하여 성령 안에서 바치며, 삼위일체를 나타내는 긴 맺음말로 마친다.
- 성부께 바칠 때: 성부와 성령과 함께 천주로서 영원히 살아 계시며 다스리시는 성자 우리 주 예수 그리스도를 통하여 비나이다.
- 성부께 바치지만 기도 끝에 성자에 대한 말이 있을 때: 성자께서는 성부와 성령과 함께 천주로서 영원히 살아 계시며 다스리시나이다.
- 성자께 바칠 때: 주님께서는 성부와 성령과 함께 천주로서 영원히 살아 계시며 다스리시나이다.
2. 미사의 예물기도는 "우리 주 그리스도를 통하여 비나이다."라는 짧은 맺음말로 끝난다.
3. 미사의 영성체 후 기도는
- 성부께 바칠 때: 우리 주 그리스도를 통하여 비나이다.
- 성부께 바치지만 마지막에 성자에 대한 말이 있을 때: 성자께서는 영원히 살아 계시며 다스리시나이다.
- 성자께 바칠 때: 주님께서는 영원히 살아 계시며 다스리시나이다.
4. 미사 통상문에는 인사 감사 기도 등에서 여러 번 그리스도를 호칭하며 기도한다.
천주교 전례주년와 관련해서는 그리스도의 성체 성혈 대축일, 그리스도왕 대축일을 참고할 것.

## 기호

카이 로.

그리스도의 준말(대개 Xmas의 준말로 쓰임)인 그리스어 알파벳 "치"에서 파생된 Χ의 이용이 현대의 세속적인 용도로 잘못 해석되는 경우가 있다. Χmas라는 고대 영어 낱말은 실제로 성탄절의 준말 형태인 CHmas의 축약형이다.
초기 크리스토그램은 두 개의 초기 그리스어 낱말 "카이"(ch)와 로(r)를 합친 ☧라는 카이 로 기호이다.

## 같이 보기
- 메시아
- 카이 로